# 綠葉旗唇蘭
綠葉旗唇蘭（学名：Vexillabium integrum）为蘭科旗唇蘭屬下的一个种。

## 扩展阅读
- 維基物種上的相關：綠葉旗唇蘭